# Ridott (Illinois)
Ridott – wieś w Stanach Zjednoczonych, w stanie Illinois, w hrabstwie Stephenson.